# Armstrong Whitworth A.W.52
Armstrong Whitworth A.W.52 war die Bezeichnung für zwei unterschiedliche Nurflügel-Versuchsflugzeuge, die in den 1940er-Jahren in Großbritannien entwickelt wurden. Es wurde zuerst ein antriebsloses Konzeptmodell (A.W.52G) gebaut, dem ein zweistrahliges maßstäblich vergrößertes Modell (A.W.52) folgte.

## Geschichte
Die Nurflügelauslegung weist einige Vorteile gegenüber einem konventionellen Flugzeug auf, so ist theoretisch der Gesamtwiderstand der Zelle nur halb so hoch. Einer der grundlegenden Nachteile ist die Schwierigkeit der Steuerung um die Querachse, die über Höhen- und Querruder kombinierende Elevons erfolgt. Infolge des kleinen Hebelarms müssen die Steuerflächen relativ groß ausgeführt werden.
Ein anderer Ansatz zur Reduzierung des aerodynamischen Widerstands stellt die Grenzschichtbeeinflussung dar. Hier ist das Ziel, die Strömung um das Tragflächenprofil möglichst lange laminar zu halten und so den Umschlagpunkt von laminaren zu turbulenten Strömungsverhältnissen möglichst weit entlang der Profiltiefe nach hinten zu verschieben, da der turbulente Anteil der Strömung für den Großteil des Profilwiderstandes verantwortlich ist.
Eine Beeinflussung der Grenzschicht erfolgt in der Regel dadurch, dass auf der Oberfläche Saugschlitze oder -löcher vorgesehen werden, durch die die Grenzschicht eingesaugt wird, bevor sie turbulent werden kann. Von der glatten Strömung profitieren vorrangig die Steuerflächen. Durch während des Krieges durchgeführte Untersuchungen an einer Hawker Hurricane mit Laminarflügel war die Empfindlichkeit gegenüber Verschmutzungen durch z. B. Insekten bekannt. Ein neu entwickelter Flügel war in der Lage, die laminare Strömung über 60 % der Profiltiefe zu erhalten; die Reduktion des Widerstandes gegenüber einem normalen Flügel betrug dabei bis zu 50 %. Nach verhältnismäßig kurzer Zeit zerstörte die rau gewordene Oberfläche jedoch die laminare Strömung.
Wird ein Nurflügel mit einer Grenzschichtbeeinflussung kombiniert, sind besonders deutliche Verbesserungen des aerodynamischen Widerstandes zu erwarten. In den Jahren nach dem Zweiten Weltkrieg waren die Möglichkeiten derartiger Konstruktionen Gegenstand von Untersuchungen auch in Großbritannien. Koordiniert wurden die Aktivitäten von dem Tailless Advisory Committee, das vom Ministry of Supply eingerichtet worden war. Eines der hierin einbezogenen Unternehmen war Armstrong-Whitworth Ltd. in Coventry.
Unter der Leitung von John Lloyd wurde eine Studie eines strahlgetriebenen Nurflügel-Verkehrsflugzeuges mit einem Laminarprofil gestartet. Diese Auslegung bedeutete, dass Passagiere und Triebwerke in der Tragfläche untergebracht werden mussten und dementsprechend die Höhe der Passagierkabine die Flügeldicke und damit auch die Flugzeuggröße vorgibt. Die Spannweite müsste demnach mindestens 49 m und das Gesamtgewicht 80 bis 90 t betragen.
Der erste Entwurf von Armstrong-Whitworth sah einen Pfeilflügler mit normalem Seitenleitwerk, aber ohne Höhenleitwerk vor. Als A.W.50 bezeichnet, sollte er eine Spannweite von 36,6 m und ein Gesamtgewicht von etwa 23 t aufweisen. Der Antrieb sollte aus vier Metropolitan-Vickers-F.3-Mantelstromtriebwerken bestehen. Da weder das Ministry of Supply noch das Unternehmen selbst ein derartiges Projekt ohne Voruntersuchungen angehen wollten, schlug man eine maßstäblich verkleinerte Version als Segelflugzeug vor. Diese als A.W.51 bezeichnete Konstruktion mit einer Spannweite von lediglich 12,20 m wurde jedoch genauso wenig wie die A.W.50 verwirklicht.
Konstruktive Weiterentwicklungen dieser aufgegebenen Vorschläge führten schließlich zur A.W.52. Doch auch hier sollte vorhergehend eine verkleinerte Ausführung als Segelflugzeug die grundsätzlichen Probleme der Steuerung, Stabilität und Handhabung klären helfen. Die Konstruktionsarbeiten an dieser A.W.52G genannten Maschine begannen im Mai 1943, mit dem Bau wurde im März 1944 begonnen. Der Erstflug fand am 2. März 1945 vom Baginton Aerodrome (heute Coventry Airport) im Schlepp einer Armstrong Whitworth Whitley statt. Die folgenden jeweils etwa halbstündigen Flüge aus einer Ausklinkhöhe von 6100 m bestätigten die Ergebnisse der Windkanalversuche und auch die Erwartungen hinsichtlich Stabilität und Steuerbarkeit.
Die Versuchsflüge der Maschine mit der RAF-Seriennummer RG324 erstreckten sich über zwei Jahre, wonach sie am Eingang des Baginton Aerodromes aufgestellt und schließlich 1950 verschrottet wurde.
Die Entwicklungsarbeiten im Hochgeschwindigkeitsbereich konnten jedoch nur mit einem angetriebenen Flugzeug durchgeführt werden. Deshalb erteilte das Ministry of Supply Ende 1944 einen Auftrag zum Bau zweier Versuchsflugzeuge entsprechend der Air Ministry Specification E9/44. Darin wurde ein zweistrahliges Ganzmetallflugzeug in Nurflügelauslegung und in doppelter Größe des vorangegangenen Segelflugzeuges verlangt. Die Tragflächen sollten erstmals ein Laminarprofil des National Physical Laboratory verwenden, das theoretisch die laminare Strömung bis zur halben Tiefe der Fläche aufrechterhalten konnte. Der Einstellwinkel veränderte sich von 1° 2' an der Wurzel zu −2° an der Flügelspitze. Um die notwendige glatte Oberfläche zu erhalten, sollte der Flügel in zwei horizontal geteilten Hälften hergestellt werden. Die Beplankung aus einem relativ dicken Alclad-Blech wurde in eine Lehre eingespannt und anschließend die Flügelstruktur quasi von außen nach innen aufgebaut. Die zwei Hälften wurden dann verschraubt und die Flügelnase und -hinterkante separat angebracht. Die Abweichungen gegenüber der idealen Rundung sollte so nur 2/1000 Zoll betragen.
Ein größeres Problem, mit dem sich das Konstruktionsteam um John Lloyd konfrontiert sah, war die Neigung zu einem vorzeitigen Strömungsabriss an den Flügelenden bei dem verwendeten gepfeilten Flügelgrundriss. Die Abhilfe durch Schlitze in diesem Bereich verbot sich, da dadurch die gewünschten laminaren Strömungseigenschaften des Flügels verloren gegangen wären. Stattdessen sollte ein Grenzschichtkontrollverfahren, von den Flügelenden ausgehend, auch die gesamte Spannweite der Elevons einbeziehen. Dies wurde durch Saugschlitze auf der Tragflächenoberseite erreicht, die vor den Trimmflächen angeordnet waren. Theoretisch sollte durch die Entfernung der Grenzschicht vor ihrem turbulenten Umschlagspunkt der Strömungsabriss verzögert werden. Die Schlitze waren innerhalb des Flügels und mit Klappen im Triebwerkseinlass verbunden. Bei einer Verringerung der Triebwerksleistung und Zurückziehen des Steuerknüppels öffneten die Klappen automatisch und erzeugten eine Saugkraft. Im Fall der A.W.52G wurde die Saugkraft durch windgetriebene Propeller an den Fahrwerksbeinen bereitgestellt.
Die erste A.W.52 (RAF-Kennzeichen: TS363) führte ihren Erstflug beim Aeroplane and Armament Experimental Establishment vom Flugplatz Boscombe Down am 13. November 1947 durch. Das zweite Exemplar (TS368) flog neun Monate später am 1. September 1948 zum ersten Mal. Beide Flugzeuge wurden zusammen auf der Farnborough International Airshow 1948 vorgeführt. Die Flugleistungen des Entwurfs blieben jedoch hinter den Erwartungen zurück; Lloyd kam zu dem Schluss, dass laminare Strömung bei einem Pfeilflügel nicht aufrechterhalten werden kann. Zusammen mit dem niedrigen Auftriebsbeiwert von etwa 1,6 mit ausgefahrenen Klappen waren die Leistungen für die eingesetzte Triebwerksleistung deutlich zu gering. Die Nene-Version erreichte 800 km/h, während die Maschine mit Derwent-Antrieb noch 80 km/h langsamer war.
Am 30. Mai 1949 flog John Lancaster die TS363 bei Hochgeschwindigkeitsflügen, als sich Tragflächenflattern von den Enden her über den gesamten Flügel ausbreitete. Dies hatte unkontrollierbare Schwingungen um die Querachse zur Folge, sodass der Pilot mit dem Schleudersitz aussteigen musste. Der zweite Prototyp setzte die Erprobung fort, allerdings mit einer Geschwindigkeitsbeschränkung auf 250 kn. 1950 wurde die Maschine nach Farnborough überführt, wo weitere Versuche zur Flügelpfeilung und zur laminaren Strömung durchgeführt wurden. Die Tragfläche war wegen der zweijährigen Testbeanspruchung erst nach einer umfangreichen Behandlung wieder in der Lage, eine laminare Strömung über 20 % der Profiltiefe zu erreichen. Es wurde jedoch abschließend festgestellt, dass im täglichen Flugbetrieb die notwendige Güte der Oberfläche nicht dauerhaft gehalten werden kann, worauf die weiteren Versuche mit der A.W.52 eingestellt wurden. Das Flugzeug wurde 1954 abgewrackt.

## Konstruktion

### A.W.52G
Das schwanzlose Segelflugzeug war überwiegend aus Holz gebaut. Die Tragfläche verwendete das NACA-653220-Profil und wurde in drei Teilen hergestellt: einem Mittelteil mit einem gepfeilten Vorderflügel und gerader Hinterkante und zwei Außenteilen mit stärkerer Pfeilung und Trapezgrundriss. Die Teile besaßen einen aus Kiefer- und Sperrholz aufgebauten Holm. Die Beplankung bestand aus Plymax, bei dem Sperrholz auf Duralumin-Platten der Stärke 0,711 mm bzw. 22 s.w.g. (Standard Wire Gauge) aufgeklebt wurde.
Die Seitenleitwerksscheiben waren an den äußersten Enden der Tragflächen angeordnet. Das Steuerungssystem entsprach bereits dem der geplanten größeren Maschine. Die zwei Besatzungsmitglieder saßen im Mittelteil hintereinander unter einer stromlinienförmigen Haube. Das Bugradfahrwerk war nicht einziehbar.

### A.W.52
Wegen der relativ geringen Abmessungen konnten die Besatzungsmitglieder nicht im Rumpf untergebracht werden, sondern saßen in einer druckbelüfteten Rumpfgondel, die vorne über den Nurflügel hinausragte. Die Cockpithaube war etwas nach rechts (in Flugrichtung) versetzt. Die zwei Strahltriebwerke waren in weitgehend im Flügel integrierten Gondeln auf beiden Seiten des Besatzungsraumes untergebracht. Wie die A.W.52G verfügte auch die A.W.52 über eine geschlitzte Fowlerklappe entlang der gesamten Hinterkante des Flügelmittelteils. Das Bugradfahrgestell war einziehbar.
Die erste A.W.52 mit der RAF-Seriennummer TS363 wurde von zwei Rolls-Royce Nene mit jeweils 22,2 kN Schub angetrieben, während beim zweiten Exemplar (TS368) zwei Rolls-Royce-Derwent-Strahltriebwerke (je 15,5 kN Schub) eingesetzt wurden. Der Treibstoffvorrat von 7728 l befand sich in acht Tanks.
Die Steuerung erfolgte über Elevons an den äußeren Flügelenden. Normale Elevons fungieren als Höhenruder, wenn sie gleichsinnig bewegt werden, oder als Querruder bei gegensinniger Betätigung. Die hier eingesetzte Variante wurde derart modifiziert, dass Trimmflächen an der Hinterkante der beweglichen Steuerflächen angesetzt waren, die als „correctors“ bezeichnet wurden. Der Zweck der hydraulisch betätigten „correctors“ bestand darin, eine Trimmung zu ermöglichen, ohne die Leichtgängigkeit der manuell betätigten Elevons zu verschlechtern. Die correctors waren mit der Fowlerklappensteuerung verbunden; wenn die Klappe nach unten ausschlug und damit die Trimmung buglastig veränderte, so bewegte sich der corrector zum Ausgleich entgegengesetzt nach oben. Seitenruder und -flossen waren als Endscheiben außen an den Tragflächen vorgesehen, an der Leitwerkwurzel war jeweils ein anti-spin-Fallschirm in einer Verkleidung untergebracht.

## Technische Daten

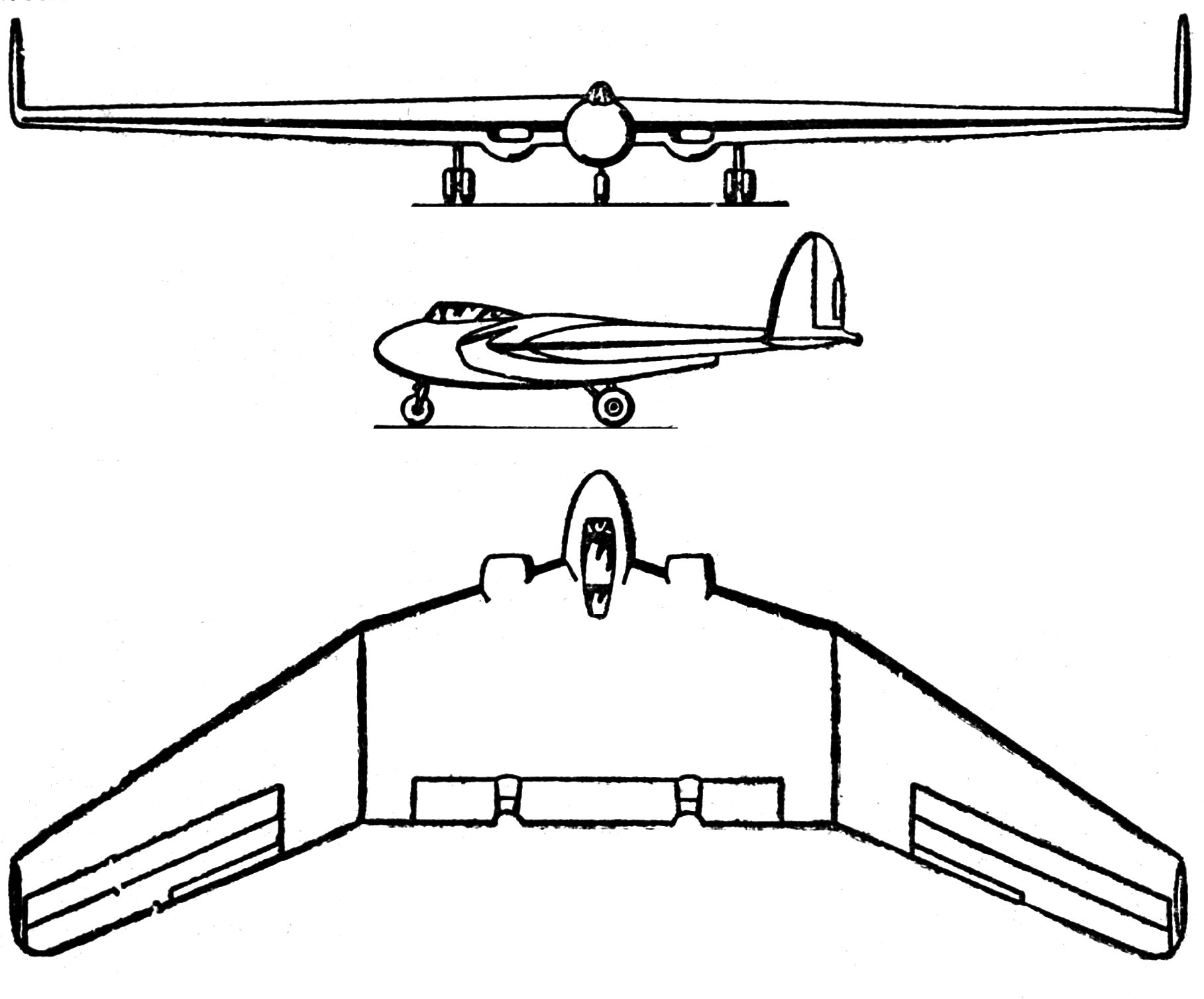
Dreiseitenriss A.W. 52

| Kenngröße             | A.W.52G | A.W.52                                   |
| --------------------- | ------- | ---------------------------------------- |
| Besatzung             | 2       | 1                                        |
| Länge                 | 7,63 m  | 11,4 m                                   |
| Spannweite            | 19,02 m | 29,5 m                                   |
| Flügelfläche          | 41,2 m² | 122,1 m²                                 |
| Flügelstreckung       | 8,8     | 7,1                                      |
| Leermasse             |         | 8.900 kg                                 |
| Startmasse            |         | 14.000 kg                                |
| Höchstgeschwindigkeit |         | 770 km/h in 11.000 m                     |
| Gipfelhöhe            |         | 15.000 m                                 |
| Triebwerk             | –       | 2× Rolls-Royce Nene mit je 22,2 kN Schub |